# Ibrahim Gary
Pour les articles homonymes, voir Gary.
Ibrahim Gary est un karatéka français né le 22 octobre 1985 à Argenteuil, dans le Val-d'Oise. Il est surtout connu pour avoir remporté la médaille d'argent en kumite individuel masculin plus de 80 kilos aux championnats du monde de karaté 2008 à Tōkyō, au Japon.

## Résultats
| Résultat           | Date             | Épreuve                   | Catégorie | Compétition                                  | Ville hôte                         |
| ------------------ | ---------------- | ------------------------- | --------- | -------------------------------------------- | ---------------------------------- |
| Médaille de bronze | Février 2006     | Kumite individuel + 80 kg | Juniors   | Championnats d'Europe juniors et cadets 2006 | Podgorica, en Serbie-et-Monténégro |
| Médaille d'or      | Février 2006     | Kumite par équipe         | Juniors   | Championnats d'Europe juniors et cadets 2006 | Podgorica, en Serbie-et-Monténégro |
| Médaille d'argent  | Juillet 2008     | Kumite individuel + 80 kg | Seniors   | Championnats du monde universitaires 2008    | Wrocław, en Pologne                |
| Médaille d'argent  | 16 novembre 2008 | Kumite individuel + 80 kg | Seniors   | Championnats du monde 2008                   | Tōkyō, au Japon                    |
| Médaille de bronze | 2009             | Kumite par équipe         | Seniors   | Championnats d'Europe 2009                   | Zagreb, en Croatie                 |
| Médaille d'argent  | 2011             | Kumite par équipe         | Seniors   | Championnats d'Europe 2011                   | Zurich, en Suisse                  |